# Шатлар (коммуна, Лимузен)
Шатла́р (фр. Châtelard) — коммуна во Франции, находится в регионе Лимузен. Департамент коммуны — Крёз. Входит в состав кантона Озанс. Округ коммуны — Обюссон.
Код INSEE коммуны — 23055.

## Население
Население коммуны на 2010 год составляло 33 человека.
| 1962 | 1968 | 1975 | 1982 | 1990 | 1999 | 2010 |
| ---- | ---- | ---- | ---- | ---- | ---- | ---- |
| 48   | 38   | 30   | 23   | 35   | 39   | 33   |

## Экономика
В 2010 году среди 24 человек трудоспособного возраста (15—64 лет) 15 были экономически активными, 9 — неактивными (показатель активности — 62,5 %, в 1999 году было 61,1 %). Из 15 активных жителей работали 14 человек (10 мужчин и 4 женщины), безработной была 1 женщина. Среди 9 неактивных 4 человека были учениками или студентами, 5 — пенсионерами, 0 были неактивными по другим причинам.